# Schiereiland van Monterey

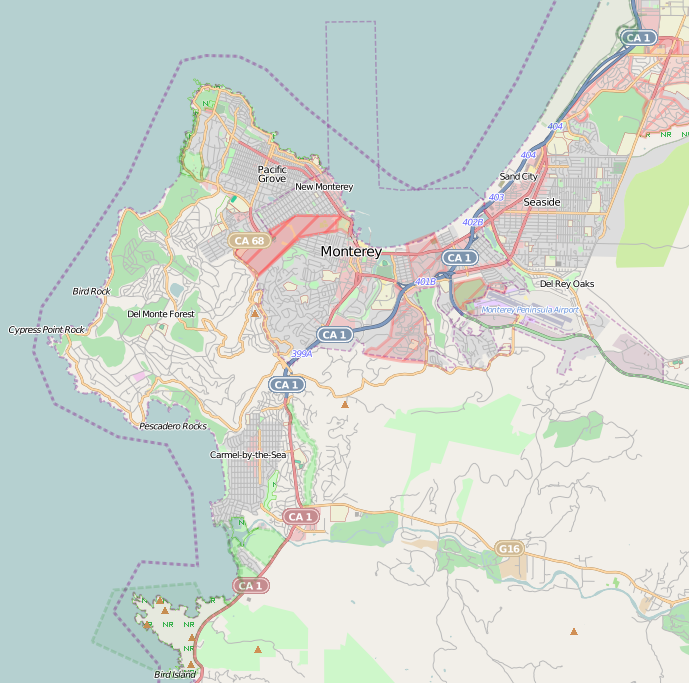
Kaart van het schiereiland Monterey

Het Schiereiland van Monterey (Engels: Monterey Peninsula) is een klein schiereiland in de Stille Oceaan, in de regio Central Coast van de Amerikaanse staat Californië. Op het schiereiland liggen de stadjes en dorpen Monterey, Carmel, Pacific Grove en Pebble Beach. In 2000 telden deze vier gemeenschappen samen bijna 54.000 inwoners, waarvan 85 procent blank was. Het Monterey-schiereiland staat bekend als een exclusief oord met meerdere golfterreinen en een welvarende bevolking.